# Pilophorus minutus
Pilophorus minutus är en insektsart som beskrevs av Knight 1973. Pilophorus minutus ingår i släktet Pilophorus och familjen ängsskinnbaggar. Inga underarter finns listade i Catalogue of Life.